# Stentrastar
För fågelarten Monticola saxatilis, se stentrast.
Stentrastar (Monticola) är ett släkte med fåglar i familjen flugsnappare inom ordningen tättingar.

## Utbredning
Stentrastar förekommer i södra Europa, södra och östra Asien, på Arabiska halvön och i stora delar av Afrika, inklusive Madagaskar. 

## Systematik

### Familjetillhörighet
Stentrastarna ansågs fram tills nyligen liksom bland andra stenskvättor, stentrastar och buskskvättor vara små trastar. DNA-studier visar dock att de är marklevande flugsnappare (Muscicapidae) och förs därför numera till den familjen.

### Omfång
Genetiska studier visar att släktet Monticola även innefattar stentrastarna på Madagaskar, tidigare placerade i det egna släktet Pseudocossyphus. Samma studier slår fast att M. bensoni och M. erythronotus bör betraktas som underarter till skogsstentrast. Zuccon et al för också den tidigare urskilda arten M. pretoriae till vitpannad stentrast och visar att svarthuvad stentrast (M. semirufus), tidigare placerad i släktet Thamnolaea, egentligen är just en stentrast.

## Arter inom släktet
Enligt AviList:
- Blåstrupig stentrast (M. cinclorhyncha)
- Kastanjebukig stentrast (M. rufiventris)
- Vitstrupig stentrast (M. gularis)
- Vitpannad stentrast (M. brevipes)
- Vaktstentrast (M. explorator)
- Dynstentrast (M. imerina)
- Amberstentrast (M. erythronotus)
- Skogsstentrast (M. sharpei)
- Dvärgstentrast (M. rufocinereus)
- Stentrast (M. saxatilis)
- Blåtrast (M. solitarius)
- Svarthuvad stentrast (M. semirufus) – tidigare placerad i Thamnolaea
- Kapstentrast (M. rupestris)
- Miombostentrast (M. angolensis)